# Claudio Husaín
Claudio Daniel Husaín (ur. 20 listopada 1974 w San Justo) – argentyński piłkarz występujący na pozycji pomocnika. Jego brat, Darío, także jest zawodowym piłkarzem.

## Kariera klubowa
Claudio Husaín zawodową karierę rozpoczynał w 1993 roku w CA Vélez Sarsfield. Grał tam przez siedem sezonów, w trakcie których wystąpił w 153 ligowych pojedynkach. W 1994 roku triumfował w rozgrywkach Copa Libertadores, w 1996 roku zdobył Puchar Interkontynentalny, Supercopa Sudamericana oraz Recopa Sudamericana. Dwa razy sięgnął także po mistrzostwo Argentyny – w sezonie otwarcia 1995 oraz w sezonie zamknięcia 1996.
W 2000 roku Husaín przeniósł się do Club Atlético River Plate, a rok później trafił do SSC Napoli. Następnie powrócił do River Plate, by ponownie zasilić Napoli. W 2003 roku Claudio po raz kolejny został zawodnikiem Club Atlético. W jego barwach rozegrał łącznie 45 meczów i trzy razy z rzędu triumfował w sezonie otwarcia ligi – w 2002, 2003 i 2004 roku.
Następnie argentyński pomocnik podpisał kontrakt z meksykańskim Tigres UANL. Grał tam jednak tylko przez jeden sezon i w 2006 roku przeniósł się do Newell’s Old Boys Rosario. W zespole „Los Leprosos” Husaín także występował tylko przez jedne rozgrywki. Pierwszą część sezonu 2006/2007 wychowanek Vélez Sársfield spędził w San Lorenzo de Almagro, a w przerwie między rundami powrócił do Newell’s Old Boys.
W 2009 Husaín został piłkarzem urugwajskiego Defensoru Sportingu Montevideo.

## Kariera reprezentacyjna
W reprezentacji Argentyny Husaín zadebiutował w 1997 roku. W 2002 roku Marcelo Bielsa powołał go do 23–osobowej kadry na mistrzostwa świata. Na turnieju tym Argentyńczycy nie zdołali wyjść ze swojej grupy, a sam Claudio nie wystąpił w żadnym ze spotkań. Po zakończeniu mundialu Daniel zdecydował się zakończyć reprezentacyjną karierę. Łącznie dla drużyny „Albicelestes” Husaín rozegrał czternaście meczów, w których strzelił jedną bramkę.